# 静岡鉄道モハ18形電車
静岡鉄道モハ18形電車（しずおかてつどうモハ18がたでんしゃ）は、かつて静岡鉄道（静鉄）に在籍した通勤形電車。買収国電モハ1500形を1957年（昭和32年）に譲り受けたもので、その前身は1930年（昭和5年）製の旧鶴見臨港鉄道110形である。

## 概要
静岡国体開催に伴う輸送力増強のため、1957年（昭和32年）8月9日付で国鉄モハ1500形1500・1503・1505の3両を譲り受け、モハ18 - 20として導入したものである。新製時の基本仕様は3両とも同一であったが、モハ18・19は新潟鉄工所製であったのに対しモハ20は浅野造船所製であったことにより形態に差異が生じていたことに加えて、国鉄時代の改造により窓配置が3両とも異なっていた。
窓配置
| ←新静岡 新清水→ | ←新静岡 新清水→ |
| 車番            | 窓配置          |
| --------------- | --------------- |
| モハ18          | 1D5D5Dd         |
| モハ18          | 1D5D5D1         |
| モハ19          | 1D5D5Dd         |
| モハ19          | dD5D5Dd         |
| モハ20          | 1D5D5Dd         |
| モハ20          | 1D5D5Dd         |

※d：乗務員扉, D：客用扉
その他、台車は原形では汽車製造製ボールドウィン形を装備していたが、静鉄入りした3両はいずれも国鉄時代に台車換装を行っており、モハ18・19は住友金属工業製の帯鋼リベット組立型釣り合い梁式KS33型を入線後もそのまま使用し、クモハ20は日本車輌製造製D16型台車を装備していたが、入線時にブリル27MCB-2型に換装されている。主電動機はモハ18・19が東洋電機製造製TDK528A型を、モハ20が三菱電機製MB64C型をそれぞれ搭載し、制御器は東京芝浦電気（現・東芝）製のRPC151型電空カム軸式自動加速制御器を3両とも搭載していた。

## その後の経緯

### 各種改造等
モハ18は1958年（昭和33年）にモハ20形22と台車および主電動機を交換したが、1963年（昭和37年）には再びモハ22と間で交換が行われ、譲受当時の仕様に戻された。また、それと前後して1961年（昭和36年）から1963年（昭和38年）にかけて全車制御器を電磁単位スイッチ式手動加速（HL）制御器に、主電動機を東洋製TDK31SN型にそれぞれ換装しており、以降モハ18・19が両運転台構造のまま実質2両固定編成化され、モハ20は主に単行運用で使用されていた。
車内設備については1959年（昭和34年）6月に天井内張りの金属化が施工され、同年10月には車内灯の蛍光灯化および、それに伴う電動発電機（MG）の換装が実施された。その他、客用扉のアルミハニカム扉化、車内放送装置新設、後部標識灯の車体埋込型への改造、前照灯のシールドビーム2灯化等が順次施工されている。車体塗装については入線当初は窓周りがクリーム色、その他がブルーのツートンカラーであったが、後年静岡清水線在籍車両の標準塗装であるローズレッドとクリーム色のツートンカラーに変更された。
なお、1964年（昭和38年）に施行された車種記号変更に伴い、本形式もモハ18形からクモハ18形と改称されている。

### クモハ350形への更新・入換車転用
その後、100形・300形といった新型車の増備に伴い、車齢の高い本形式は徐々に第一線から退き、1967年（昭和42年）頃から3両とも休車状態となった。そして、クモハ18・19はその主要機器を350形新製に際して供出し、1968年（昭和43年）に廃車解体された。残るクモハ20も営業運転には復帰せず、両運転台構造であるという特性を買われて長沼工場内の入換用車両として使用されることとなった。入換車転用後も当初は車籍を保持していたが、営業線に出る機会は皆無であったことから1982年（昭和57年）に車籍を抹消され、以降移動機扱いとなった。

### 終焉
1997年（平成9年）に工事用列車兼用の作業用軌道モーターカーが導入され、クモハ20は入換車としての使用を終了したが、歴史的価値の高い車両であるということからその後も長沼工場内で静態保存されていた。しかし2007年（平成19年）に至り、車体の老朽化が激しくなったことから保存継続を断念し、解体されることが決まった。それに先立って行われた一般公開イベントを最後に、同年3月31日までに解体処分され、姿を消した。